# دونالد جيمس كامبل
دونالد جيمس كامبل هو شخصية أعمال وسياسي كندي، ولد في 23 نوفمبر 1932، وتوفي في 10 يونيو 1984. حزبياً، نشط في British Columbia Social Credit Party ‏.